# Евінув
Евінув (пол. Ewinów) — село в Польщі, у гміні Пшикона Турецького повіту Великопольського воєводства.
Населення — 180 осіб (2011).
У 1975-1998 роках село належало до Конінського воєводства.

## Демографія
Демографічна структура станом на 31 березня 2011 року:
|          | Загалом | Допрацездатний вік | Працездатний вік | Постпрацездатний вік |
| -------- | ------- | ------------------ | ---------------- | -------------------- |
| Чоловіки | 90      | 26                 | 52               | 12                   |
| Жінки    | 90      | 19                 | 54               | 17                   |
| Разом    | 180     | 45                 | 106              | 29                   |